# Arixenia esau
Arixenia esau (лат.) — вид насекомых из отряда кожистокрылых. Принадлежит к семейству Arixeniidae, группе, состоящей исключительно из уховёрток-симбионтов летучих мышей. Как и большинство других видов Arixeniidae, A. esau встречается в тропиках Индонезии и Малайзии и был найден только на острове Калимантан. Вид тесно связан со своим хозяином — голокожем (Cheiromeles torquatus) — исследователи чаще всего собирают Arixenia esau из шерсти голокожей в пещерах. Arixenia esau — редкий вид.

## Внешний вид и строение
Вид был описан энтомологом Карлом Джорданом в 1909 году, когда было зафиксировано, что он живёт в выводковых сумках голокожей. Как и у родственного вида Xeniaria jacobsoni, самки A. esau намного крупнее самцов. Вид легко отличить от других членов отряда Кожистокрылые по его крошечным церкам и покрытию всего тела чувствительными волосками, что придает взрослым особям пятнистый вид.
Как и остальные виды семейства Arixeniidae, A. esau бескрылые и слепые. Нимфы и взрослые особи имеют желтовато-коричневый окрас, хотя у взрослых особей брюшные тергиты более тёмные. Голова прогнатическая, сердцевидной формы, широкая. Глаза маленькие, овальной формы, содержат от 50 до 65 фасеток у самцов и от 60 до 90 у самок. Усики прикреплены сбоку к голове, в них по 14 сегментов. Ротовые органы меньше, чем у других видов Arixeniidae, мандибулы несут 3 апикальных зуба с маленькой верхней челюстью. Переднеспинка изогнута назад и значительно превышает среднеспинку по длине. Коготки лапок хорошо развиты, что позволяет держаться за шерсть хозяев.

## Образ жизни и развитие
Первоначально этот вид описывался как эктопаразит своих хозяев — летучих мышей, но эта связь была пересмотрена, и в настоящее время считается, что уховёртки не являются паразитами, поскольку они не причиняют вреда летучим мышам в процессе питания отмершей кожей и телесными выделениями. Поскольку уховёртки слепы и не умеют летать, они проводят всю свою жизнь в пещерах, где обитают их хозяева.
Как и некоторые другие виды уховёрток, Arixenia esau является живородящей, её потомство развивается в матке. Эта особенность дважды развивалась в отряде Dermapteran, в группах Hemimeridae и Arixeniidae. Arixenia esau имеет уникальную дыхательную систему для поддержки развития личинок в репродуктивном тракте матери. Обширная трахеальная система в теле матери доставляет кислород через дыхательный пигмент гемоцианин, который находится в жировой ткани личинки, в то время как плацентоподобный орган, растущий из брюшка личинки, опосредует этот газообмен.

## Связь с блохами летучих мышей

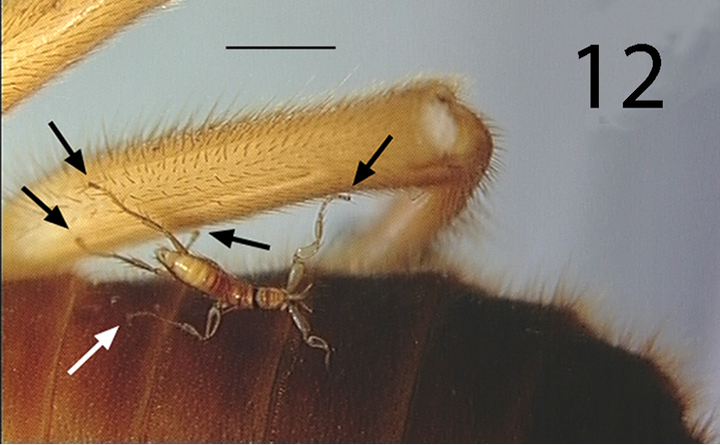
Lagaropsylla signata на теле Arixenia esau

Этот вид связан с блохами летучих мышей Lagaropsylla signata и Lagaropsylla turba, выживание которых зависит от лёгкого доступа к хозяевам посредством перемещения на теле уховёртки. Эта связь является единственным известным примером настоящих форетических отношений между блохами летучих мышей и другими насекомыми. Волоски на теле уховёртки делают их идеальными переносчиками для блох, которые в противном случае оставались бы на полу пещеры, не имея возможности добраться до ночующих летучих мышей.